# Damien Vidal (auteur)
Pour les articles homonymes, voir Damien Vidal et Vidal.
Damien Vidal est un auteur de bande dessinée français né en 1969.

## Biographie
Damien Vidal a suivi une formation d'enseignant en arts appliqués. Il a enseigné dans divers établissements avant de se consacrer à la bande dessinée.
En 2014, il collabore avec le scénariste Laurent Galandon à l'élaboration du one-shot Lip, des héros ordinaires (Dargaud), consacré au sauvetage de la société Lip ,, puis en 2016, cette collaboration aboutit à la publication de l'album Le Contrepied de Foé ,.
En 2018, il s'associe au réalisateur de cinéma Emmanuel Hamon, qui s'essaie au scénario BD, pour concevoir l'album L'Observatrice : 10 juillet 2005 : Ébauche d'une démocratie (éditions Rue de Sèvres) ,.

## Œuvres
- Le Fil, Jarjille Editions, coll. « BN² », 2011[10]  (ISBN 978-2-918658-18-4).
- Les 7 Sherlock (dessin), avec Jeff Pourquié (dessin) et Jean-Michel Darlot (scénario), Poivre et Sel, 2005  (ISBN 9782875470300). Réédité par Vide Cocagne en 2017[11]  (ISBN 9791090425842).
- Lip, des héros ordinaires (dessin), avec Laurent Galandon (scénario), Dargaud, 2014[3],[4],[5]  (ISBN 978-2-505-01994-7).
- « Bruit de bottes » (dessin), avec Sylvain Ricard (scénario), dans La Revue dessinée no 4, juin 2014, p. 49-75.
- Le Contrepied de Foé (dessin), avec Laurent Galandon (scénario), Dargaud, 2016[6],[7]  (ISBN 9782505065401).
- L'Observatrice : 10 juillet 2005 : Ébauche d'une démocratie, avec Emmanuel Hamon (co-scénario), Rue de Sèvres, 2018  (ISBN 978-2-369-81166-4).
- Fukushima 3.11 (dessin) avec Kurumi Sugita (scénario), dans TOPO n°15, janv.-fev. 2019, p. 76-101.
- Histoire dessinée de la France t. 5 : Qui est Charlemagne ? - De Pépin le Bref à Hugues Capet (dessin), avec  Sylvie Joye (scénario), La Revue Dessinée - La Découverte, 2020[12]